# Krähenschnaken
Die Krähenschnaken (Nephrotoma) sind eine Gattung der Familie der Tipulidae (Schnaken) in der Ordnung der Zweiflügler (Diptera) mit beinahe weltweiter Verbreitung. Mit über 480 Arten (Stand: 2021) sind sie nach der Gattung Tipula die zweitgrößte Gattung in der Familie.

## Merkmale

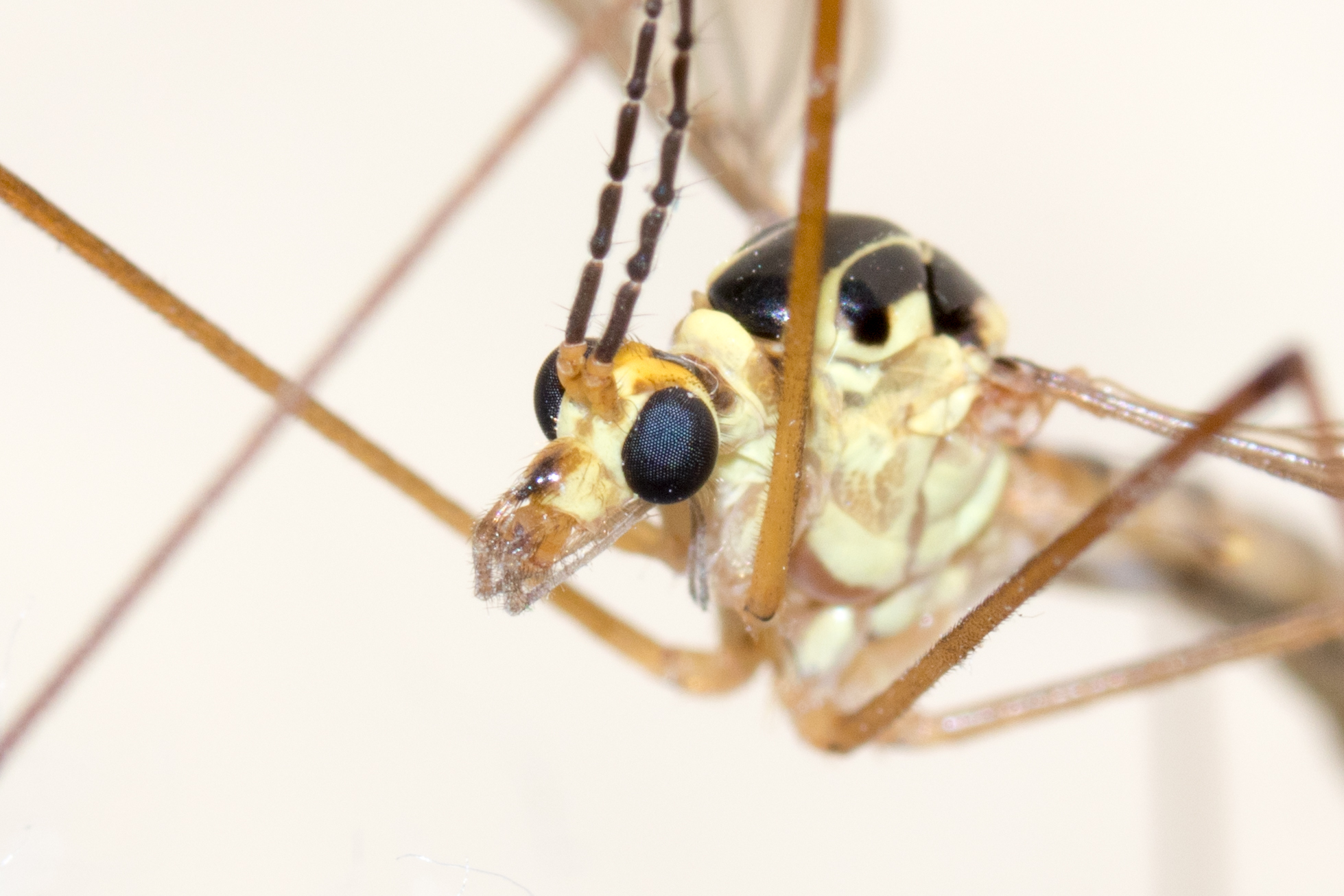
Makroaufnahme einer Krähenschnake mit Fokus auf die Facettenaugen, Fühler und Mundwerkzeuge

Nephrotoma-Arten sind relativ große Zweiflügler, Männchen erreichen meist eine Körperlänge (ohne Anhänge) von 8 bis 18 Millimeter, Weibchen von 10 bis 23 Millimeter. Die Tiere besitzen die typische Körpergestalt der Schnaken mit langen und dünnen Beinen sowie sehr langem, zylindrischem Hinterleib. Die Grundfarbe der Imagines ist im Regelfall gelb mit dunklerer, je nach Art von rötlicher über brauner bis schwarzer, Zeichnung. Bei einigen Arten ist die dunkle Zeichnung sehr ausgedehnt, so dass die gelben Anteile zurückgedrängt sind, oder sie ist zurückgebildet, so dass die Tiere fast einfarbig gelb gefärbt sind. Typisch gezeichnete Tiere tragen auf dem ersten Scutum des Rumpfabschnitts drei breite dunkle Längsbänder auf gelbem Grund, auf dem zweiten ein oder zwei solche Bänder. Der Körper ist typischerweise glatt, manchmal wie poliert wirkend. Die Flügel sind glasklar hyalin ohne dunkle Flecken oder Bänder, meist mit einem großen und auffallenden, schwarz gefärbten Pterostigma (das aber auch unauffällig sein kann). Bei einer chinesischen Art, Nephrotoma basiflava, sind die Weibchen kurzflügelig (brachypter) und nicht flugfähig.
Der Kopf der Nephrotoma-Arten ist vorn schnauzenartig verlängert, die Verlängerung wird als Rostrum bezeichnet. Das Rostrum ist aber typischerweise kürzer als bei den meisten Tipula-Arten, etwa von halber Kopflänge. Sehr typisch für die Gattung ist die Gestalt der Antennen. Diese bestehen gewöhnlich aus 13 Gliedern (Ausnahme: Beim Männchen von Nephrotoma dorsalis und Nephrotoma eucera ist die Zahl der Glieder vermehrt auf bis zu 20). Jedes Glied ist kurz behaart und besitzt außerdem einen Quirl langer Borsten am Ende. Die Antennen sind lang, beim Männchen etwa so lang wie Kopf und Rumpf zusammen, beim Weibchen etwa von doppelter Kopflänge. Die Taster (Palpen) der Mundwerkzeuge sind lang, ihr viertes (letztes) Glied länger als die übrigen zusammen. Der Hinterleib ist lang und schlank, bei den Männchen etwas kürzer als die Flügel, bei den Weibchen etwas länger.
Wesentlich für die Bestimmung der Gattung ist die Ausbildung des Flügelgeäders. Die Radialschaltader Rs ist sehr kurz und verläuft schräg, die Querader zwischen Media und Cubitus (M-Cu) trifft die Media immer vor oder an der Vorderecke der Diskalzelle. Die Zelle M1 ist bei den paläarktischen Arten meist ungestielt (sitzend), ausnahmsweise sehr kurz gestielt.
Die Unterscheidung der zahlreichen ähnlichen Arten beruht vor allem auf der Gestalt des Hypopygium der Männchen an der Spitze des Hinterleibs und der in der Gestalt dazu passenden Hypovalvae des Ovipositors der Weibchen, diese greifen bei der Kopulation in artspezifischer Weise ineinander (Schlüssel-Schloss-Prinzip). Seitlich dieser sitzen bei den Weibchen zwei große Cerci, die je nach Art zugespitzt oder abgestumpft sein können.

### Larven
Die Larven der Nephrotoma-Arten leben im Boden. Ihre Gestalt entspricht der typischen Gestalt der Schnakenlarven, mit einer vollständigen, aber sehr kleinen Kopfkapsel, die vollständig in den Rumpfabschnitt zurückgezogen werden kann. Am Hinterende sitzt, wie bei den Tipula-Arten ein auffälliges Stigmenfeld mit zwei großen und runden, dunkel gefärbten Stigmen, das von sechs zipfelförmig verlängerten Randlappen umgeben ist, vier längeren, näher beieinander stehenden auf der Dorsal- und zwei kleineren, davon abgesetzten auf der Ventralseite. Diese Bildung hat phantasievolle Betrachter an ein Gesicht mit großen dunklen Augen und Hörnern erinnert und wird deshalb als „Teufelsfratze“ bezeichnet. Bei den Nephrotoma-Arten ist es fast immer dunkel gefleckt, oft mit dunklen Flecken an der Basis der dorsalen und an der Spitze der ventralen Randlappen und außerdem einer Reihe aus drei dunklen Punkten an der Basis der ventralen Randlappen. Wesentlich für die Unterscheidung der Gattung ist die Gestalt des ersten Rumpfsegments. Der Vorderrand des ersten Segments trägt auf der Dorsalseite (Oberseite) einen verdickten, in der Mitte unterbrochenen Saum, bzw. zwei quere Warzen. Diese liegen hinter dem Hinterrand der Kopfkapsel und sind nur bei vorgestrecktem Kopf gut sichtbar.

## Biologie und Lebensweise
Die Biologie der meisten Arten ist unbekannt. Bei allen bisher untersuchten Arten leben die Larven in, meist humoser, Erde. Arten mit in Gewässern lebenden (aquatischen) oder in zersetztem Totholz entwickelnden Arten sind, anders als bei anderen Tipuliden, unbekannt. Soweit bekannt, ernähren sich die Larven von toter organischer Substanz (Detritus) pflanzlicher Herkunft oder von Pflanzenwurzeln. Nach der Verbreitung der Imagines leben die meisten Arten in Wäldern, wobei sowohl Laub- wie auch Nadelwälder besiedelt werden, andere Arten in offenen Lebensräumen (Wiesen und anderes Grünland, Savannen, Steppen), einige auch in der nördlichen Tundra.
Eine Art, die Gefleckte Wiesen-Krähenschnake oder Gefleckte Wiesenschnake Nephrotoma appendiculata wurde schon als Schädling an Zuckerrüben angegeben.

## Verbreitung
Die Gattung Nephrotoma hat ihr Verbreitungszentrum in der gemäßigten Laubwaldzone der Nordhemisphäre, in der Holarktis. Nach Norden hin dringen verhältnismäßig wenige Arten bis in die nördlichen Tundren vor, so kommen zwei Arten (Nephrotoma lundbecki und Nephrotoma flavescens) auch auf Grönland vor. Besonders artenreich besiedelt sind die Ostküste Nordamerikas, die Alpenregion Europas, der Russische Ferne Osten und Japan. Über Südostasien mit Neuguinea erreicht die Gattung mit nur zwei Arten Australien, auch aus Südamerika sind nur wenige Arten bekannt, die aber bis in den Süden des Kontinents verbreitet sind. Afrika ist mäßig artenreich besiedelt, wobei kaum Vorkommen aus dem ariden Norden bekannt sind. Nur drei Arten, Nephrotoma lundbecki, Nephrotoma occipitalis und Nephrotoma ramulifera sind auch als Arten holarktisch verbreitet, kommen also östlich und westlich des Atlantiks vor.
Für Europa gibt die Fauna Europaea 41 Arten an (Stand: 2021). Der Catalogue of the Craneflies of the World gibt folgende Arten und Unterarten für Europa an:
- Nephrotoma aculeata (Loew, 1871)
- Nephrotoma analis (Schummel, 1833)
- Nephrotoma antithrix (Mannheims, 1962)
- Nephrotoma appendiculata appendiculata (Pierre, 1919)
- Nephrotoma appendiculata pertenua Oosterbroek, 1978
- Nephrotoma austriaca (Mannheims and Theowald, 1959)
- Nephrotoma brevipennis (Wollaston, 1858)
- Nephrotoma cornicina cornicina (Linnaeus, 1758)
- Nephrotoma cornicina sardiniensis Oosterbroek, 1978
- Nephrotoma cretensis Oosterbroek, 1982
- Nephrotoma crocata (Linnaeus, 1758)
- Nephrotoma croceiventris croceiventris (Strobl, 1909)
- Nephrotoma croceiventris lindneri (Mannheims, 1951)
- Nephrotoma dorsalis (Fabricius, 1781)
- Nephrotoma euchroma (Mik, 1874)
- Nephrotoma eugeniae (Savchenko, 1957)
- Nephrotoma ferruginea (Fabricius, 1805)
- Nephrotoma flavescens (Linnaeus, 1758)
- Nephrotoma flavipalpis (Meigen, 1830)
- Nephrotoma forcipata (Pierre, 1919)
- Nephrotoma guestfalica guestfalica (Westhoff, 1879)
- Nephrotoma guestfalica hartigiana Oosterbroek, 1982
- Nephrotoma helvetica (Mannheims and Theowald, 1959)
- Nephrotoma lamellata lamellata (Riedel, 1910)
- Nephrotoma lucida (Schiner, 1868)
- Nephrotoma lundbecki lundbecki (Nielsen, 1907)
- Nephrotoma lunulicornis (Schummel, 1833)
- Nephrotoma luteata (Meigen and Wiedemann, 1818)
- Nephrotoma malickyi Martinovsky, 1979
- Nephrotoma moravica Martinovsky, 1971
- Nephrotoma nasuta Oosterbroek, 1975
- Nephrotoma parvinotata (Brunetti, 1918) (syn. Nephrotoma terminalis (Wiedemann, 1830))
- Nephrotoma pratensis eepi Oosterbroek, 1979
- Nephrotoma pratensis pratensis (Linnaeus, 1758)
- Nephrotoma quadrifaria quadrifaria (Meigen, 1804)
- Nephrotoma quadristriata (Schummel, 1833)
- Nephrotoma ramulifera Tjeder, 1955
- Nephrotoma relicta (Savchenko, 1973)
- Nephrotoma rossica (Riedel, 1910)
- Nephrotoma saccai (Mannheims, 1951)
- Nephrotoma scalaris (Meigen, 1818)
- Nephrotoma scurra (Meigen, 1818)
- Nephrotoma semiflava (Strobl, 1909)
- Nephrotoma spatha Oosterbroek, 1975
- Nephrotoma submaculosa Edwards, 1928
- Nephrotoma sullingtonensis Edwards, 1938
- Nephrotoma suturalis wulpiana (Bergroth, 1888)
- Nephrotoma tenuipes (Riedel, 1910)
- Nephrotoma theowaldi Oosterbroek, 1978

## Fossile Arten
Eine aufgrund des Flügelgeäders der Gattung zuzuordnende Art wurde in Sedimenten am Monte Castellaro, Marken, Mittelitalien gefunden. Die Sedimente stammen aus dem Messinium,  oberes Miozän und sind daher etwa 5 bis 7 Millionen Jahre alt.

## Taxonomie und Systematik
Die Gattung Nephrotoma wurde 1803 von Johann Wilhelm Meigen für die Art Nephrotoma dorsalis („Schwarzgezeichnete Widdermükke“) erstbeschrieben, die damit aufgrund von Monotypie Typusart der Gattung ist. Meigen differenzierte die Gattung anhand der Fühler der Männchen. Die Arten mit weniger Fühlergliedern, die ihm teilweise ebenfalls schon bekannt waren, wurden von ihm in der Gattung Tipula belassen. Meigen hatte dieselbe  Gattung bereits 1800 als Pales, vom Griechischen abgeleitet, beschrieben und in dem späteren Werk einem vom Lateinischen abgeleiteten Namen den Vorzug gegeben. Die dadurch verursachte Konfusion wurde erst 1963 aufgelöst, als Meigens Name Pales per Beschluss der International Commission on Zoological Nomenclature formal unterdrückt wurde (Opinion 678). Die zunächst in der Gattung Tipula verbliebenen Arten wurden von Meigen später in eine eigene Untergattung gestellt, die dann von Justin Pierre Marie Macquart 1834 zu einer eigenen Gattung Pachyrhina erhoben wurde (später von ihm selbst zu Pachyrina emendiert, es existieren einige weitere Schreibvarianten). Nachdem einige Dipterologen bereits ähnliches vermutete hatten, wurde diese 1915 durch Charles Paul Alexander mit Nephrotoma synonymisiert.
Trotz der Größe der Gattung ist es bisher nicht befriedigend gelungen, diese in Untergattungen zu gliedern. Es werden stattdessen eine Reihe von Artengruppen unterschieden, deren Monophylie aber ungesichert ist. Innerhalb der Familie wird die Gattung in die Unterfamilie Tipulinae eingeordnet, dies wurde in einer kombinierten genetischen und morphologischen Untersuchung bestätigt.